# Premio COI/IAKS
El Premio COI/IAKS (en inglés IOC/IAKS Award) es un premio internacional de arquitectura que se otorga a las instalaciones deportivas y recreativas más notables del mundo. Fue establecido en 1987 y es financiado por el Comité Olímpico Internacional y la Asociación Internacional para Instalaciones Deportivas y Recreativas (IAKS). 
Hasta ahora se ha entregado el premio a más de cien proyectos. Actualmente corre la XIII edición (temporada 2010-2011); en la edición pasada participaron 117 proyectos de 26 países.
Paralelamente se entrega el llamado Premio especial CPI/IAKS, del Comité Paralímpico Internacional y de la IAKS, a las instalaciones deportivas y recreativas más adecuadas y con mejores servicios para la gente con discapacidad.

## Características
Pueden participar todos los proyectos de instalaciones deportivas o recreativas, públicas o privadas, que llevan al menos un año de funcionamiento y puede tratarse de construcciones nuevas o de ampliaciones o reconstrucciones. Las instalaciones premiadas deben poseer un concepto de diseño convincente e innovativo, una integración óptima con su entorno, un perfecto desarrollo sostenible, una buena utilización cotidiana, entre otros factores.
Dependiendo de su calificación un participante puede ser condecorado con alguno de estos tres premios: Medalla de Oro, Medalla de Plata, Medalla de Bronce. Aparte, se dan menciones honoríficas a los proyectos que no obtuvieron un premio. El premio se entrega bienalmente, cada año impar en las instalaciones de la IAKS en Colonia (Alemania).

### Categorías
Para su mejor estudio y calificación, las instalaciones participantes son englobadas en alguna de las siguientes categorías temáticas:
- A - estadios: estadios al aire libre con gran capacidad (por ejemplo estadios de fútbol, rugby, béisbol u otros deportes de pelota o de atletismo)
- B - campos deportivos e instalaciones al aire libre: con o sin gradas, de menor capacidad que los estadios (campos de hockey hierba, de otros deportes de pelota, de atletismo, pistas de tenis, etc.)
- C - pabellones multifuncionales y arenas: instalaciones cubiertas con gran capacidad (pabellones de baloncesto, balonmano, voleibol, multideportivos, velódromos, pistas de tenis, etc.)
- D - gimnasios multifuncionales: para la práctica de dos o más deportes en diferentes salas, con o sin gradas y con poca capacidad (boxeo, gimnasia artística, esgrima, halterofilia, lucha, artes marciales, etc.)
- E - gimnasios monofuncionales: para la práctica de un solo deporte, con o sin gradas y con poca capacidad (mismos deportes que en la categoría anterior)
- F - piscinas y centros de wellness: cubiertos o al aire libre, con o sin gradas (piscinas de natación, de saltos, etc.)
- G- instalaciones deportivas especiales: campos de tiro deportivo, tiro con arco, golf, deportes ecuestres, estaciones de esquí, canales de remo y piragüismo, canales de hielo para bobsleigh o luge, circuitos de bicicleta de montaña, marinas deportivas para la vela, pistas de hielo, etc.

## Proyectos premiados
A continuación se enumeran los ganadores de la medalla de oro por cada edición.
| Foto                | Instalación                                  | Ciudad (país)                        |
| ------------------- | -------------------------------------------- | ------------------------------------ |
| IV edición: 1993    |                                              |                                      |
| —                   | Piscinas Yonetti Ozenji                      | Kawasaki ( Japón)                    |
| —                   | Pabellón deportivo y multiusos               | Schorndorf · ( Alemania)             |
| —                   | Pabellón Deportivo de Oguni                  | Oguni ( Japón)                       |
| V edición: 1995     |                                              |                                      |
|                     | Palau Sant Jordi                             | Barcelona · ( España)                |
|                     | Pabellón Olímpico                            | Badalona · ( España)                 |
|                     | Oriole Baseball Stadium                      | Baltimore ( Estados Unidos)          |
| —                   | Piscinas deportivas y recreativas Tauris     | Mülheim-Kärlich · ( Alemania)        |
| VI edición: 1997    |                                              |                                      |
|                     | Estadio de Hong Kong                         | Hong Kong ( China)                   |
|                     | The Mark of the Quad Cities                  | Moline ( Estados Unidos)             |
|                     | National Cycling Center                      | Mánchester ( Reino Unido)            |
| —                   | Colegio de Educación Física                  | Oberhaching · ( Alemania)            |
| VII edición: 1999   |                                              |                                      |
| [[Archivo:\|150px]] | Arena Olímpica Conmemorativa (M-Wave)        | Nagano ( Japón)                      |
|                     | Centro Acuático Internacional                | Sídney ( Australia)                  |
| —                   | Pabellón de deportes                         | Hohenpolding · ( Alemania)           |
| VIII edición: 2001  |                                              |                                      |
|                     | Pabellón Max Schmeling                       | Berlín · ( Alemania)                 |
|                     | Pabellón Atlántico                           | Lisboa ( Portugal)                   |
|                     | Pabellón Tajima                              | Toyooka ( Japón)                     |
| IX edición: 2003    |                                              |                                      |
|                     | Estadio Telstra                              | Sídney ( Australia)                  |
| —                   | Pabellón hípico Reithalle Rennweg            | Viena · ( Austria)                   |
| —                   | Piscina Westbad                              | Múnich · ( Alemania)                 |
| X edición: 2005     |                                              |                                      |
|                     | Estadio Municipal                            | Braga ( Portugal)                    |
|                     | Estadio Ciudad de Mánchester                 | Mánchester ( Reino Unido)            |
|                     | Estadio Municipal                            | Aveiro ( Portugal)                   |
| —                   | Piscina Malik                                | Nuuk ( Groenlandia)                  |
| —                   | Baños termales Bodensee-Therme               | Überlingen · ( Alemania)             |
|                     | Trampolín de saltos de esquí Bergisel        | Innsbruck · ( Austria)               |
|                     | Zénith de Rouen                              | Ruan ( Francia)                      |
| —                   | Centro deportivo National Youth Sport Center | Tenero · ( Suiza)                    |
| XI edición: 2007    |                                              |                                      |
|                     | Estadio Olímpico                             | Berlín · ( Alemania)                 |
| —                   | Gimnasio de la escuela Dellheicht            | Esch-sur-Alzette ( Luxemburgo)       |
|                     | Oval Lingotto                                | Turín · ( Italia)                    |
|                     | Complejo Deportivo de Nanjing                | Nanjing ( China)                     |
| XII edición: 2009   |                                              |                                      |
|                     | Estadio Olímpico                             | Pekín ( China)                       |
| —                   | Instalación deportiva de San Martino         | San Giovanni · ( Italia)             |
| —                   | Zénith de Limoges                            | Limoges ( Francia)                   |
| —                   | Pabellón deportivo de Hausburgviertel        | Berlín · ( Alemania)                 |
| —                   | Gimnasio doble de Borex-Crassier             | Borex · ( Suiza)                     |
|                     | Centro Acuático Nacional                     | Pekín ( China)                       |
|                     | Gran Trampolín Olímpico                      | Garmisch-Partenkirchen · ( Alemania) |